# Miniopteryx
Miniopteryx is een geslacht van Phasmatodea uit de familie Heteropterygidae. De wetenschappelijke naam van dit geslacht is voor het eerst geldig gepubliceerd in 2004 door Zompro.

## Soorten
Het geslacht Miniopteryx is monotypisch en omvat slechts de volgende soort:
- Miniopteryx parva (Günther, 1944)